# Iryanthera olacoides
Iryanthera olacoides är en tvåhjärtbladig växtart som först beskrevs av A. C. Smith, och fick sitt nu gällande namn av A. C. Smith. Iryanthera olacoides ingår i släktet Iryanthera och familjen Myristicaceae. Inga underarter finns listade i Catalogue of Life.